# Diefdijk (Vijfheerenlanden en West Betuwe)
Diefdijk is een buurtschap in de gemeenten West Betuwe en Vijfheerenlanden.
Diefdijk ligt even ten zuidoosten van Zijderveld aan de Diefdijk. Even ten noorden van Diefdijk kruist de A2 de dijk, dat een onderdeel was van de Hollandse Waterlinie. Bij Diefdijk ligt een wiel, De Waai.

## Trivia
- Even ten zuiden van het gehucht, ten oosten van Schoonrewoerd, ligt binnen de gemeente Vijfheerenlanden nog een tweede gehucht met de naam Diefdijk.

Steden: Ameide · Leerdam · Vianen      Dorpen: Everdingen · Hagestein · Hei- en Boeicop · Hoef en Haag · Kedichem · Leerbroek · Lexmond · Meerkerk · Nieuwland · Schoonrewoerd · Tienhoven aan de Lek · Zijderveld
Buurtschappen: Achterdijk · Achthoven · Broek · Diefdijk (Vijfheerenlanden) · Diefdijk (Vijfheerenlanden en West Betuwe) · Geer · Helsdingen · Hoogeind · Hoogewaard · Kortenhoeven · Kortgerecht · Lakerveld · Middelkoop · Loosdorp · Oosterwijk · Ossenwaard · Overboeicop · Overheicop · Sluis · Tienhoven (Everdingen) · Weverwijk
Utrecht: Steden en dorpen in Utrecht      Nederland: Provincies · Gemeenten
Hoofdplaats: Geldermalsen

Steden: Asperen · Heukelum

Dorpen: Acquoy · Beesd · Buurmalsen (deels) · Deil · Enspijk · Est · Gellicum · Haaften · Heesselt · Hellouw · Herwijnen · Meteren · Neerijnen · Ophemert · Opijnen · Rhenoy · Rumpt · Spijk · Tricht · Tuil · Varik · Vuren · Waardenburg

Buurtschappen: Benedeneind · Boveneind · Diefdijk · Friezenwijk · Hattelaar · Hucht · Kerkeneind · Leuven · Mark · Pijpekast · 't Rot · Snelleveld · Vogelswerf · Zennewijnen (deels)

Gelderland: Steden en dorpen in Gelderland      Nederland: Provincies · Gemeenten